# Шандор Поща
Доктор Шандор Поща (на унгарски: Sándor Pósta) е унгарски фехтовач, олимпийски шампион по фехтовка със сабя.
Освен това е зъболекар, художник, журналист, диригент и актьор.
Роден е на 25 септември 1888 г. в Панд, област Пеща, Унгария. Ранен е тежко по време на Първата световна война, но двукратният тогава шампион по фехтовка на Унгария успява да се върне към тренировките. Участва в Летните олимпийски игри в Париж през 1924 г., където става олимпийски шампион в индивидуалното състезание по фехтовка със сабя, печели сребърен медал в отборното състезание по фехтовка със сабя и бронзов в отборното състезание по фехтовка с рапира.
Почива в Будапеща на 4 ноември 1952 г.